# 1607
```
Năm 
1607
 là một 
năm
 trong 
lịch Julius
. 
```

## Sinh
- Yagyū Jūbei